# Sandy Level (Virginia)
Sandy Level es un lugar designado por el censo en el  condado de Henry, Virginia  (Estados Unidos). Según el censo de 2010 tenía una población de 484 habitantes. Se encuentra al sur del estado, junto a la frontera con Carolina del Norte.

## Demografía
Según el censo del 2000, Sandy Level tenía 689 habitantes, 256 viviendas, y 186 familias. La densidad de población era de 39,5 habitantes por km².
De las 256 viviendas en un 30,5%  vivían niños de menos de 18 años, en un 43%  vivían parejas casadas, en un 24,2% mujeres solteras, y en un 27% no eran unidades familiares. En el 24,2% de las viviendas  vivían personas solas el 7,4% de las cuales correspondía a personas de 65 años o más que vivían solas. El número medio de personas viviendo en cada vivienda era de 2,69 y el número medio de personas que vivían en cada familia era de 3,22.
Por edades la población se repartía de la siguiente manera: un 28% tenía menos de 18 años, un 8,7% entre 18 y 24, un 27% entre 25 y 44, un 24,4% de 45 a 60 y un 11,9% 65 años o más.
La edad media era de 34 años.  Por cada 100 mujeres de 18 o más años  había 83,7 hombres.
En torno al 15,5% de las familias y el 21,4% de la población estaban por debajo del umbral de pobreza.

## Localidades adyacentes
El siguiente diagrama muestra a las localidades más próximas a Sandy Level.